# Intermezzo voor detectives
Intermezzo voor detectives is een kortverhaal van Gaston Ebinger, onder het pseudoniem Mop. Het behoort tot de Belgische stripreeks Piet Pienter en Bert Bibber van Pom.
In 1958 werkte Pom aan zijn album De stralende meteoor, dat dagelijks werd gepubliceerd in Gazet van Antwerpen. Tot dan toe viel Pom regelmatig terug op oudere verhalen uit Het Handelsblad, maar dit verhaal was het eerste 'nieuwe'. Bijgevolg kreeg Pom een burn-out, het dagelijks maken van nieuwe tekeningen ging hem niet af. Op 22 augustus 1958 werd het verhaal dus halverwege onderbroken, waardoor Gazet van Antwerpen halsoverkop een vervanger moest zoeken. Dit werd Gaston Ebinger, die vaste cartoonist was bij de krant. Hij koos voor het pseudoniem Mop, enerzijds verwijzend naar Pom, en anderzijds naar een mop als grap.
In het verhaal wordt Pom ontvoerd door onzichtbare personen, terwijl een trio, bestaande uit Marcus, Judoca en Mar. E. Bollen, dit mysterie proberen op te lossen. Op 6 september 1958 keerde Pom echter terug, ook al was Intermezzo voor detectives nog niet afgewerkt. In twee platen weerlegde Pom dat hij ooit ontvoerd was, maar dat hij gewoon 'zijn draad kwijt was'. Terwijl zijn vrouw ernaar zocht genoot hij van een zonnige vakantie in de regen. Vanaf dan eiste Gazet van Antwerpen dat Pom zijn verhalen volledig afgewerkt moest hebben voordat ze gepubliceerd konden worden.
Piet Pienter en Bert Bibber zelf komen niet voor in het verhaal, maar in het bureau van Pom is er wel een afbeelding van hen te zien.

## Albumversies
Intermezzo voor detectives verscheen, als Intermezzo voor Prive detectives, in 2009 in zeer beperkte oplage bij Uitgeverij 't Mannekesblad. Aanvankelijk was het de bedoeling dit verhaal volwaardig uit te brengen ter ere van het vijftigjarig bestaan, maar door technische mankementen lukte dit niet, en bleef het bij een oplage van tien exemplaren.